# جاده (فیلم ۱۳۵۱)
جاده فیلمی به کارگردانی و نویسندگی شهباز ذوالریاستین محصول سال ۱۳۵۱ است. این فیلم سیاه و سفید به تهیه‌کنندگی همایون بهادران تولید شده است.
در تبلیغات فیلم در روزنامه‌ها، نام سناریست و کارگردان همایون بهادران درج شده است.

## خلاصه داستان
حسن راننده کامیون است که حمل گوجه فرنگی را با وجود جاده بد می پذیرد تا نیمی از درآمدش را به خانواده ی همکارش – که در تصادف آسیب دیده – کمک کند، اما رقیبان او نمی خواهند او این حمل انجام شود. حسن در جاده به زن بارداری برخورد می کند که نزدیک زایمانش است، او را سوار می کند تا به جایی برساند. رقیبان او در طی راه جاده برای او مزاحمت ایجاد می کند. اما او موفق می شود زن را به بیمارستان رسانده و بار خود را نیز به مقصد برساند.

## بازیگران
اسامی بازیگران فیلم جاده به شکل* و ترتیب نمایش در عنوان‌بندی آغازین فیلم  :
1. همایون بهادران به نقش حسن
2. ارغوان (حامده حامدی)  به نقش زن باردار (با هنرمندی)
3. اردشیر پهلوان
4. علی ژکان
5. محمد کریمی
6. مهری آستار
7. اصغر رحمانی
8. هما
9. م فرهنگ
10. آرش [تاج تهرانی] به نقش اکبر

* اسامی داخل کروشه و پرانتز در عنوان بندی و یا پوستر درج نشده‌اند، به معنی که این بازیگران در زمان خود به این نامها شهرت داشته‌اند

## نمایش فیلم
فیلم جاده پس از دریافت مجوز نمایش در تاریخ ۱۲ بهمن ۱۳۵۱ از سازمان فرهنگ و هنر، برای بار نخست در تاریخ سه‌شنبه ۲۲ اسفند ۱۳۵۱ خورشیدی در یازده سینما در تهران به نمایش درآمد  . این فیلم جایگزین فیلم ایرانی خوشگله (اسماعیل پورسعید) در گروه سینمایی اروپا شد.
سینماهای نمایش‌دهنده فیلم جاده در تهران، در گروه سینمایی اروپا شامل ۱۰ سینمای اروپا، نیاگارا، میامی، الوند، کیهان، گلدیس، مارلیک، اورانوس، سیلوانا و سیلورسیتی بودند  .
فیلم جاده، پس از یک هفته نمایش در تهران، در گروه سینمایی اروپا در تاریخ سه‌شنبه ۲۹ اسفند ۱۳۵۱ جای خود را به فیلم پری‌زاد(سیامک یاسمی) در این گروه سینمایی داد  .

## تولید فیلم
۱۳۵۱: فیلم‌برداری در قهفرخ (فرخ‌شهر) در استان کلهکیلویه و بویراحمد
مرداد ۱۳۵۱: فیلمبرداری در شهرکرد و خبر توضیح صحنه سنگسار بازیگر فیلم مهری آستار؛ کارگردان و سناریست جو ذوالریاستین ذکر شده است. 
مهر ۱۳۵۱: تغییر نام فیلم از «قیمت یک بار گوجه‌فرنگی» به «جاده»؛ کارگردان و سناریست جواد ذوالریاستین ذکر شده است.

## عوامل فیلم
گروه صدا
- انتخاب موسیقی متن و میکس صدا: روبیک منصوری
- خواننده: گوگوش، در عنوان بندی آغازین فیلم، ترانه‌ی «جاده» با صدای گوگوش به آهنگسازی حسن شماعی‌زاده و شعری از اردلان سرفراز اجرا شده است. [۱۰]
- سنکرون و افکت: گالوست گورگیان

گروه فیلم‌برداری
- مدیر فیلم‌برداری: جمشید الوندی
- دستیاران فیلم‌برداری: سعید دلیری، رحمانی، مصطفی
- عکاس: کارلو
- تیتراژ و آفیش: مرتضی ممیز

تدوین: حسن مصیبی و جواد ذوالریاستین (جو ذوالریا)
امور فنی
- امور فنی: استودیو فیلمکار
- چاپ و لابراتوار: استودیو بدیع